# Blatchleya gracilis
Blatchleya gracilis är en skalbaggsart som först beskrevs av Willis Blatchley 1910.  Blatchleya gracilis ingår i släktet Blatchleya och familjen Omethidae. Inga underarter finns listade i Catalogue of Life.